# Liste der Naturdenkmale in St. Leon-Rot
| Naturdenkmale | Anzahl |
| ------------- | ------ |
| FND           | 0      |
| END           | 3      |
| Gesamt        | 3      |

Die Liste der Naturdenkmale in St. Leon-Rot nennt die verordneten Naturdenkmale (ND) der im baden-württembergischen Rhein-Neckar-Kreis liegenden Gemeinde St. Leon-Rot. In St. Leon-Rot gibt es insgesamt drei als Naturdenkmal geschützte Objekte, keines ist ein flächenhaftes Naturdenkmal (FND), alle sind Einzelgebilde-Naturdenkmale (END).
Stand: 1. November 2016.

## Einzelgebilde (END)
| Name                     | Bild | Kennung     | Einzelheiten | Position | Fläche Hektar | Datum         |
| ------------------------ | ---- | ----------- | ------------ | -------- | ------------- | ------------- |
| Roßkastanie Friedhof     | BW   | 82261030003 | St. Leon-Rot | ⊙        | 0,0           | 26. Feb. 2004 |
| Winter-Linde Friedhof    | BW   | 82261030001 | St. Leon-Rot | ⊙        | 0,0           | 26. Feb. 2004 |
| 8 Sommer-Linden          | BW   | 82261030002 | St. Leon-Rot | ⊙        | 0,0           | 26. Feb. 2004 |
| Legende für Naturdenkmal |      |             |              |          |               |               |